# Jaleo (chanson)
 (décembre 2023).
Si vous disposez d'ouvrages ou d'articles de référence ou si vous connaissez des sites web de qualité traitant du thème abordé ici, merci de compléter l'article en donnant les références utiles à sa vérifiabilité et en les liant à la section « Notes et références ».
Albums de Ricky Martin
Tal vez
(2003) Asignatura pendiente
(2003)
Clip vidéo
[vidéo] « Jaleo », sur YouTube
Jaleo est une chanson du chanteur portoricain Ricky Martin extraite de son septième album studio, Almas del silencio, paru en mai 2003.
Un peu avant la sortie de l'album, la chanson a été publiée en single. C'était le deuxième single aux États-Unis et le premier en Europe de cet album.
La chanson a atteint la 1re place en Espagne, la 8e place en Italie, la 10e place en Suède, la 11e place en Norvège, la 14e place aux Pays-Bas, la 17e place au Danemark, la 22e place en Suisse, la 23e place en Australie, la 32e place en France, la 33e place en Flandre (Belgique néerlandophone), la 40e place en Wallonie (Belgique francophone) et la 45e place en Allemagne et en Autriche.